# Atlético Malagueño
Atlético Malagueño, S.A.D. is een Spaanse voetbalclub uit Málaga.
De club werd in 1990 opgericht en fungeert als tweede elftal van Málaga CF. Er wordt gespeeld in het Ciudad Deportiva de El Viso in Málaga, waar plaats is voor 1.300 toeschouwers. Het stadion is eveneens het oefenveld van het A-team.
Atlético Malagueño promoveerde in 2002 voor het eerst naar de Segunda División B. Een jaar later steeg het zelfs naar de Segunda División A, waar het drie seizoenen speelde. Na de degradatie in 2006 volgde een nieuwe degradatie in 2007. De club speelde vervolgens elf seizoenen in de Tercera División. In 2018 keerde het even terug naar de Segunda B, maar na een voorlaatste plaats zakte de club snel weer naar het vierde niveau.

## Historische namen
- Sociedad Deportiva Malacitana (1990–94)
- Málaga Club de Fútbol B (1994–2009)
- Atlético Malagueño (2009–heden)

## Bekende (oud-)spelers
- Keidi Bare
- Hicham Boussefiane
- Jack Harper
- Francisco Martos
- Fabrice Olinga
- Francisco Portillo

## Bekende (oud-)trainers
- José Bakero
- Salvador Ballesta
- Francisco José Carrasco
- Armando Husillos
- Julio Dely Valdés